# Obdulio Varela
(Obdulio Varela prima di Uruguay-Brasile 2-1)
Obdulio Jacinto Muiños Varela (Montevideo, 20 settembre 1917 – Montevideo, 2 agosto 1996) è stato un calciatore uruguaiano.
Soprannominato "Negro Jefe", fu il capitano della nazionale di calcio uruguaiana campione del mondo nel 1950, oltre che del Peñarol; ricopriva il ruolo centromediano.

## Biografia
Nato a Montevideo, a otto anni vendeva giornali per le strade. A 15 anni lasciò la scuola per il gioco del calcio, entrando a far parte della rosa del Club Deportivo Juventud. Nonostante lo sport gli avesse dato notorietà, Varela non ebbe vantaggi sul piano economico e visse in povertà. Con il denaro guadagnato dalla vittoria nel campionato del mondo 1950 si comprò un'automobile del 1931, che gli fu rubata una settimana dopo. Conclusa la carriera agonistica, Varela si dedicò alla famiglia, concedendo raramente interviste, nonostante fosse molto ricercato. Nel 1994 la FIFA gli conferì l'Ordine al Merito; nel 1996 morì, pochi mesi dopo la moglie. Il presidente dell'Uruguay Julio Sanguinetti organizzò dei funerali di stato, ed oggi Varela riposa nel Cimitero del Buceo, al Panteón Olímpico, a Montevideo.

## Caratteristiche tecniche
Centrocampista centrale (centromediano) ruvido e pugnace, la sua tendenza a guidare la squadra dal campo, seguendo il suo ruolo di capitano, era una delle sue peculiarità più evidenti.

## Carriera

### Club
Varela iniziò la carriera nello Juventud: di questa squadra fu anche capitano, e debuttò il 30 agosto 1936 contro l'Intrépido Belgrano. Il Juventud partecipava a tornei organizzati dalla Federazione calcistica dell'Uruguay, di entità minore; nel marzo del 1938 fu acquistato dal club semi-professionista del Wanderers, che lo fece così debuttare in Primera División Uruguaya. Con la società di Montevideo rimase fino al 1943, anno in cui fu ceduto al Peñarol. Con la nuova maglia esordì il 17 aprile contro il Sud América, e vinse 4-0 . Rimase poi fortemente legato alla società giallo-nera, di cui divenne capitano, e con cui giocò sino al 19 giugno 1955, giorno della sua ultima partita contro l'America Football Club a Rio de Janeiro. Nel Peñarol contribuì alla vittoria di sei titoli nazionali.

### Nazionale
Varela fece il suo esordio con la maglia della selezione uruguaiana il 29 gennaio 1939, nell'incontro con il Cile, valevole per il Campeonato Sudamericano de Football 1939, subentrando al 46º minuto ad Abdón Reyes. Nella competizione giocò poi un'altra partita, il 5 febbraio contro il Paraguay, ancora una volta da sostituto (entrò per Galvalisi al 67º). Nel 1941 diventò capitano della Nazionale, e nel Campeonato Sudamericano de Football 1942 fu stabilmente titolare, andando anche a segno, il 10 gennaio contro il Cile, e vincendo il trofeo.
Fu convocato per il campionato del mondo 1950 dal CT López Fontana, e svolse un ruolo molto importante nella vittoria del torneo. Prima della finale al Maracanà spronò i compagni a non lasciarsi intimorire dall'ostico pubblico locale e dalla fama degli avversari con una frase divenuta poi celebre: "¡Los de afuera son de palo! (Quelli là fuori non esistono)". Subìto il gol dello svantaggio di Friaça, fu ancora determinante ai fini del risultato, prendendo il pallone e mettendoselo sottobraccio, ritardando così notevolmente la ripresa del gioco. Perse ulteriormente tempo protestando con l'arbitro per un possibile fuorigioco. Con quel gesto il capitano uruguaiano riuscì così a raffreddare gli animi e spegnere l’entusiasmo incontenibile dei brasiliani, dando così il primo impulso alla reazione dei compagni che riuscirono a ribaltare il risultato e a laurearsi campioni del mondo, in quella storica impresa che è ricordata come il Maracanazo. Disputò anche i mondiali del 1954 ed era assente per squalifica nella semifinale persa dall'Uruguay contro la grande Ungheria, rimanendo pertanto imbattuto in incontri validi per la Coppa Rimet (ma secondo Gianni Brera, in Storia Critica del Calcio Italiano, Varela non partecipò perché infortunato).

## Palmarès

### Club

#### Competizioni nazionali
- Campionato uruguaiano: 6

Peñarol: 1944, 1945, 1949, 1951, 1953, 1954

### Nazionale
- Coppa America: 1

Uruguay 1942
- Campionato mondiale: 1

Brasile 1950